# Би лез Артоа
Би лез Артоа (фр. Bus-lès-Artois) насеље је и општина у североисточној Француској у региону Пикардија, у департману Сома која припада префектури Амјен.
По подацима из 2011. године у општини је живело 144 становника, а густина насељености је износила 21,36 становника/km². Општина се простире на површини од 6,74 km². Налази се на средњој надморској висини од 140 метара (максималној 153 m, а минималној 108 m).

## Демографија
| 1962. | 1968. | 1975. | 1982. | 1990. | 1999. | 2011. |
| ----- | ----- | ----- | ----- | ----- | ----- | ----- |
| 172   | 193   | 158   | 135   | 135   | 146   | 144   |

График промене броја становника у току последњих година